# ليتيسيا بوفوني
ليتيسيا بوفوني (مواليد 13 أبريل 1993) هي لاعبة تزلج على اللوح برازيلية-أمريكية، فازت ب6 ميداليات ذهبية في ألعاب إكس.

## روابط خارجية
- ليتيسيا بوفوني على موقع اللجنة الأولمبية الدولية (الإنجليزية)
- ليتيسيا بوفوني على موقع أوليمبيديا (الإنجليزية)
- ليتيسيا بوفوني على موقع ألعاب إكس (مؤرشف) (الإنجليزية)